# Тарнова-Лонка
Тарнова-Лонка (пол. Tarnowa Łąka, нім. Tharlang) — село в Польщі, у гміні Ридзина Лещинського повіту Великопольського воєводства.
Населення — 353 особи (2011).
У 1975-1998 роках село належало до Лешненського воєводства.

## Демографія
Демографічна структура станом на 31 березня 2011 року:
|          | Загалом | Допрацездатний вік | Працездатний вік | Постпрацездатний вік |
| -------- | ------- | ------------------ | ---------------- | -------------------- |
| Чоловіки | 180     | 55                 | 114              | 11                   |
| Жінки    | 173     | 42                 | 105              | 26                   |
| Разом    | 353     | 97                 | 219              | 37                   |